# Ius quod ad personas pertinet
U sustavu Rimskog prava, osobito je važan status osobe. Tako u klasičnom nauku Rimskog prava, pravo o osobama se najprije izlaže, uzimajući u obzir kako upravo statusno pravni dio određuje daljnju mogućnost stjecanja drugih građanskih prava.  
U ovom dijelu Rimskoga prava središnja su pitanja: 
- Je li osoba rob, slobodan ili pak oslobođenik;

- Je li osoba rimski građan, Latin ili peregrin te

- Živi li osoba po vlastitom ili tuđem pravu.

Kako nema apstraknoga pojma pravnoga subjekta već postoji "čovjek", poslovna sposobnost se ne vezuje za pravnu, u Rimskom je pravu sasma mogućno da se osoba pojavi u jednom kontekstu kao stvar (npr. rob) a u drugome kao "subjekt prava" koji može sklapati pravni posao (actiones adiecticiae qualitatis)